# Maurice Couture
Maurice Couture (Saint-Pierre-de-Broughton, 3 novembre 1926 – Québec, 19 gennaio 2018) è stato un arcivescovo cattolico canadese.

## Biografia
Nato in Canada, entra da giovane nella congregazione dei Religiosi di San Vincenzo de' Paoli dove riceve l'ordinazione sacerdotale il 27 giugno 1951.
Il 17 luglio 1982 riceve la nomina a vescovo ausiliare dell'arcidiocesi di Québec e nel contempo vescovo titolare di Talattula.
Riceve la consacrazione episcopale il 22 ottobre 1982 dal cardinale Louis-Albert Vachon.
Il 1º dicembre 1988 viene nominato vescovo di Baie-Comeau dove entra solennemente il 13 gennaio 1989.
Il 17 marzo 1990 papa Giovanni Paolo II lo promuove arcivescovo di Québec dove compie il suo ingresso il 1º maggio 1990.
Il 15 novembre 2002 si ritira dal governo pastorale per raggiunti limiti di età.

## Genealogia episcopale e successione apostolica
La genealogia episcopale è:
- Cardinale Scipione Rebiba
- Cardinale Giulio Antonio Santori
- Cardinale Girolamo Bernerio, O.P.
- Arcivescovo Galeazzo Sanvitale
- Cardinale Ludovico Ludovisi
- Cardinale Luigi Caetani
- Cardinale Ulderico Carpegna
- Cardinale Paluzzo Paluzzi Altieri degli Albertoni
- Papa Benedetto XIII
- Papa Benedetto XIV
- Cardinale Enrico Enriquez
- Arcivescovo Manuel Quintano Bonifaz
- Cardinale Buenaventura Córdoba Espinosa de la Cerda
- Cardinale Giuseppe Maria Doria Pamphilj
- Papa Pio VIII
- Papa Pio IX
- Arcivescovo Armand-François-Marie de Charbonnel, O.F.M.Cap.
- Arcivescovo John Joseph Lynch, C.M.
- Cardinale Elzéar-Alexandre Taschereau
- Cardinale Louis Nazaire Bégin
- Arcivescovo Paul Bruchési
- Arcivescovo Joseph-Guillaume-Laurent Forbes
- Cardinale Jean-Marie-Rodrigue Villeneuve, O.M.I.
- Cardinale Maurice Roy
- Cardinale Louis-Albert Vachon
- Arcivescovo Maurice Couture, R.S.V.

La successione apostolica è:
- Vescovo Eugène Tremblay (1995)
- Vescovo Jean-Pierre Blais (1995)
- Vescovo Jean Gagnon (1999)

## Curiosità
L'8 ottobre 1988 ha conferito l'ordinazione presbiterale a Gérald Cyprien Lacroix, attuale arcivescovo di Québec e suo secondo successore.